# Literał liczbowy
Literał liczbowy – literał reprezentujący konkretną wartość liczbową wpisaną bezpośrednio w kod źródłowy tworzonej aplikacji.
Literał liczbowy jest też często w literaturze przedmiotu nazywany stałą liczbową lub po prostu liczbą. Jak z powyższej definicji wynika, ten rodzaj jednostek leksykalnych służy do wprowadzania do kodu źródłowego konkretnych wartości liczbowych znanych na etapie tworzenia programu.

## Podział
Ze względu na sposób zapisu wartości liczbowej, wyróżnia się literały liczbowe:
- całkowitoliczbowe
- stałopozycyjne (nazywane także liczbami rzeczywistymi dziesiętnymi)
- zmiennopozycyjne (nazywane także liczbami rzeczywistymi lub wykładniczymi).

Ponadto w zależności od podstawy systemu liczbowego, literał może być liczbą:
- dwójkową (bin)
- ósemkową (oct)
- dziesiętną (dec)
- szesnastkową (hex)
- inną (przy systemie o innej, dowolnej podstawie).

## Reprezentacja znakowa liczb dziesiętnych
Literały liczbowe, jak każda jednostka leksykalna, reprezentowana jest przez wybrany zestaw znaków:
- Dla literałów dziesiętnych całkowitoliczbowych są to znaki cyfr arabskich: 0, 1, 2, 3, 4, 5, 6, 7, 8, 9. Oprócz cyfr, w niektórych językach programowania częścią takiego literału jest znak określający, czy liczba jest dodatnia „+”, czy ujemna „-”, np. 50, -123, 0.

```
 <integer> ::= ['-' | '+'] <digit> {<digit>}
 <digit> ::= '0' | '1' | '2' | '3' | '4' | '5' | '6' | '7' | '8' | '9'
```

- W przypadku liczb stałopozycyjnych (nazywanych także analogicznie do terminologii matematycznej – dziesiętnymi), zestaw powyższych znaków, z których może być zbudowany literał dziesiętny całkowitoliczbowy, rozszerzony jest o znak kropki „.” oddzielający część całkowitą od części ułamkowej. W nowszych systemach programowania znakiem rozdzielającym może być inny znak, np. przecinek „,”, w zależności od ustawień narodowych, np. 1.2; -17.0001; +.4; 12,12.

```
 <fixed> ::= [<integer>] <dot> [<digit> {<digit>}]
 <dot> ::= '.' | ','
```

- W literałach zmiennopozycyjnych (nazywanych także analogicznie do terminologii matematycznej – wykładniczymi, naukowymi, inżynierskimi) występuje dodatkowo znak rozdzielający mantysę od cechy. Najczęściej stosuje się w tym celu literę „e” lub „E”. Mantysa najczęściej musi spełniać warunki literału stałopozycyjnego lub całkowitoliczbowego, a cecha (wykładnik) literału całkowitoliczbowego.

```
 <float> ::= <fixed> <symbol_e> <integer>
 <symbol_e> ::= 'E' | 'e' | 'd' | 'D'
```

Powyższe zasady są uogólnieniem spotykanym w większości języków programowania, tylko w nielicznych implementacjach mogą występować pewne, inne rozwiązania.
W większości języków programowania istnieje podział na liczby całkowite i rzeczywiste. Zapis stałopozycyjny liczb jest więc tylko rodzajem zapisu, uproszczonym w stosunku do zapisu zmiennopozycyjnego, lecz reprezentacja w pamięci tej samej liczby w obu zapisach, np. -10.1 i -1.01E1, będzie identyczna. Są jednak języki w których ta reprezentacja jest inna, odrębna. Tak jest np. w języku PL/I, gdzie istnieje typ FIXED (stałopozycyjny) i FLOAT (zmiennopozycyjny), o różnej reprezentacji liczb w pamięci komputera. Tylko odpowiedni (niezwykle rozbudowany w tym konkretnym języku) aparat konwersji (rzutowania) pozwana na prowadzenie obliczeń z użyciem obu typów liczb równocześnie.

## Reprezentacja znakowa w innych systemach
Zestaw znaków, z których budowane są literały reprezentujące wartość liczbową zapisaną w systemie o innej podstawie niż dziesiętna, zwykle rozszerzony jest o:
- znaki reprezentujące cyfry w wartościach większych niż 9, a więc 10, 11 … itd..
- znaki umożliwiające rozróżnienie podstawy systemu liczbowego

Cyfry reprezentujące wartości 10 i większą, zapisywane są za pomocą liter: A lub a=10, B lub b=11, … itd.
Do identyfikacji podstawy systemu liczbowego stosuje się specjalne znaki niebędące cyframi lub odpowiedni zapis liczby, np.
- język Pascal:
  - dziesiętne, np. 72, -15, 0
  - szesnastkowe, liczba poprzedzona znakiem $, np. $15, $AB, -$1C, $00
- język C:
  - dziesiętne, np. 72, -15, 0
  - ósemkowe, liczba poprzedzona znakiem zera wiodącego, np. 015, -0625
  - szesnastkowe, liczba poprzedzona znakami zero i x, tzn. 0x lub 0X, np. 0x15, 0XAB, -0X1c
- język PL/I:
  - dziesiętne, np. 72, -15, 0
  - dwójkowe, zakończone literą B, np. 0011101B, -1111B
- język PL/M:
  - dziesiętne, np. 72, -15, 0
  - dwójkowe, zakończone literą B, np. 0011101B, -1111B
  - ósemkowe, zakończone literą Q lub O, np. 15Q, -0625O
  - szesnastkowe, zakończone literą H, np. 15H, 0ABH, -0FFH

Jak z powyższych przykładów wynika, w różnych językach oznacznik podstawy systemu może być umieszczony:
- na początku literału, przed znakami reprezentującymi wartość liczby
- na końcu literału, po znakach reprezentujących wartość liczby.

Oba rozwiązana kreują pewne trudności interpretacyjne kodu źródłowego:
- gdy oznacznik jest na początku literału i jest literą, nie ma możliwości odróżnienia liczby od identyfikatora, w tym przypadku niezbędne jest stosowanie nieznaczącego zera wiodącego, które informuje translator, że dana jednostka leksykalna jest literałem liczbowym, np. w języku C: 0x5, gdyby pominąć zero, napis zostałby potraktowany jak identyfikator x5; nie ma tego problemu, gdy stosuje się inny znak niż literę, np. w języku Pascal: $FF,
- gdy oznacznik stoi na końcu literału, dla liczb w systemie o podstawie większej niż 10, jeżeli pierwsza cyfra ma wartość większą niż 9 (co oznacza, że jest reprezentowana przez literę), również nie ma możliwości odróżnieni tej liczby od identyfikatora, co rozwiązuje się także przez stosowanie zera wiodącego, np. PL/M: 0FFH.

## Inne oznaczniki
W wielu językach istnieją dodatkowe elementy literału liczbowego pozwalające na określoną jego interpretację.
Przykładowe oznaczniki:
- w języku C może istnieć oznacznik wielkości liczby, np. litera L identyfikuje, że dana liczba jest liczbą długą (long), np. 5L,
- w języki PL/I litera I na końcu literału, identyfikuje, że jest to część urojona liczby zespolonej, np. 12+24.6I,
- w języku Icon oznacznik r oddziela podstawę zastosowanego systemu liczbowego od właściwej wartości liczby, np. 32ramn.

## Formatowanie zapisu liczb
W wielu zastosowaniach często stosuje się specjalne formatowanie zapisu liczb, szczególnie liczb dużych, składających się z wielu znaków, w celu ułatwienia odczytu takiej liczby i zmniejszenia prawdopodobieństwa błędu takiego odczytu przez człowieka. Typowym przykładem takiego formatowania jest grupowanie cyfr, np. po trzy i separowanie ich specjalnym znakiem, np. spacją, kropką, przecinkiem. Składnia większości języków nie dopuszcza takiego specjalnego formatowania, a rolę tę przejęły współcześnie zaawansowane edytory kodu źródłowego. Jednak w pewnych językach, głównie we wczesnych ich wersjach, gdy ograniczenia systemów uniemożliwiały formatowanie na poziomie edytorów, dopuszczono zapis literałów liczbowych sformatowanych, w zakresie grupowania cyfr.
| język programowania | separator grupy cyfr | przykład zapisu |
| ------------------- | -------------------- | --------------- |
| Algol 60, Fortran   | spacja               | 1 000 000       |
| Ada                 | _ znak podkreślenia  | 1_000_000       |
| D                   | _ znak podkreślenia  | 1_00__0000_0    |

## Literały liczbowe w językach programowania

### Literały liczbowe dziesiętne
| Język programowania | Całkowitoliczbowe | rzeczywiste                                                               | rzeczywiste                                                               | inne |
| Język programowania | Całkowitoliczbowe | stałopozycyjne                                                            | zmiennopozycyjne                                                          | inne |
| --- | --- | ------------------------------------------------------------------------- | ------------------------------------------------------------------------- | --- |
| Algol 60 | [znak]cyfry | [znak][cz_całk][.cz_ułamk][10cecha] np. -7.5, .678, 12.12105              | [znak][cz_całk][.cz_ułamk][10cecha] np. -7.5, .678, 12.12105              | |
| C | [znak]cyfry[oznacznik] np. 50, +50L, -50                                                                                            | [znak]cz_całk[.cz_ułamk[e lub Ececha]] np. 5E2, -7.4, 0.987, 12.456e-15   | [znak]cz_całk[.cz_ułamk[e lub Ececha]] np. 5E2, -7.4, 0.987, 12.456e-15   | |
| COBOL | [znak]cyfry | [znak][cz_całk].[cz_ułamk]                                                | brak                                                                      | |
| Fortran 77 | [znak]cyfry | [znak]cz_całk[.cz_ułamk][Ececha] np. 5E2, -7.4, 0.987, 12.456E-15         | [znak]cz_całk[.cz_ułamk][Ececha] np. 5E2, -7.4, 0.987, 12.456E-15         | - dane podwójnej precyzji: [znak]cz_całk[.cz_ułamk][Dcecha] np. 5D2, 0.1223453D-55 - liczby zespolone (COMPEX): (liczba_rzeczywista,liczba_rzeczywista) np. (12,-17.3E-5) |
| Pascal | [znak]cyfry np. 50, +50, -50 | [znak]cz_całk[.cz_ułamk[e lub Ececha] ] np. 5E2, -7.4, 0.987, 12.456e-15  | [znak]cz_całk[.cz_ułamk[e lub Ececha] ] np. 5E2, -7.4, 0.987, 12.456e-15  | dane podwójnej precyzji (Pascal 360): [znak]cz_całk[.cz_ułamk][Dcecha] np. 5D2, 0.1223453D-55                                                                             |
| PL/I | brak typu całkowitego, liczby całkowite można reprezentować jako stałopozycyjne z zerową liczbą cyfr ułamkowych, np. FIXED DEC(5,0) | [znak][cz_całk].[cz_ułamk] np. 5, -7., .987, 12.456                       | [znak][cz_całk[.]][.cz_ułamk]<e lub E>[cecha] np. 5, -7., .987, 12.456    | liczby zespolone: [część_rzeczywista][+ lub -]część_urojona gdzie część_rzeczywista i część_urojona to liczby stałopozycyjne (FIXED) lub zmiennopozycyjne (FLOAT)         |
| PL/M | [znak]cyfry[D] np. 12, -37D | /* brak liczb rzeczywistych */                                            | /* brak liczb rzeczywistych */                                            | |
| Snobol (Spitbol) | [znak]cyfry | [znak]cz_całk[.cz_ułamk][D lub E][cecha] np. 5D2, -7.4, 0.987, 12.456E-15 | [znak]cz_całk[.cz_ułamk][D lub E][cecha] np. 5D2, -7.4, 0.987, 12.456E-15 | |
| Oznaczenia: - cecha: liczba całkowita ze znakiem lub bez znaku - cz_całk: część całkowita liczby (bez znaku) - cz_ułamk: część ułamkowa liczby (bez znaku) - nawiasy kwadratowe []: część opcjonalna | |                                                                           |                                                                           | |

### Literały liczbowe o innej podstawie
| Język programowania | Inne systemy liczbowe | Format zapisu | Zapis liczb                                         | Przykłady |
| --- | --- | --- | --------------------------------------------------- | --- |
| Ada | podstawa z zakresu 2..16 | podstawa#cyfry_bin[.cyfry_bin]#[E[znak]cyfry_dec]                                                                     | całkowitych, rzeczywistych                          | - 2#1010_1000# - 3#120.02#E-5 |
| BASIC | zależnie od wersji, bardzo zróżnicowane możliwości, najbardziej rozbudowane implementacje: - dwójkowy - ósemkowy - szesnastkowy | - &Xcyfry_bin - &Ocyfry_oct - &Hcyfry_hex oraz w zależności od implementacji: - &cyfry ósemkowa lub szesnastkowa      | całkowitych                                         | - &X011101 - &O232 - &HFF - &FF |
| C | - ósemkowy - szesnastkowy | - [znak]0cyfry_oct[oznacznik] - [znak]0Xcyfry_hex[oznacznik], lub 0xcyfry_hex[oznacznik]                              | całkowitych                                         | - 066, -012, 05L - 0xff, -0XaC |
| Java | - ósemkowy - szesnastkowy | - [znak]0cyfry_oct - [znak]0Xcyfry_hex, lub [znak]0xcyfry_hex                                                         | całkowitych                                         | - 023, -056 - 0XFF, -0xA4, 0x64 |
| Icon | stałe z podstawą z zakresu 2..36                                                                                                | podstawarcyfry_sys | całkowitych                                         | 36rfop, 2r100101, 16rFF |
| MASM (Makroasembler) | - dwójkowy - ósemkowy - dziesiętny - szesnastkowy - dowolny                                                                     | - [znak]cyfry_binB - [znak]cyfry_oct<O lub Q> - [znak]cyfry_decD - [znak]cyfry_hexH - dyrektywa .RADIX system (2..16) | całkowitych                                         | - -1001B, 111011B, +111011B - -1623O, -1623Q, 77Q, +77O - -123, -123D, 123D, +123 - -1BCH, -01BCH, 0BCH, +0BCH, 1BCH - liczby w aktualnym systemie nie kończyny przyrostkiem |
| Pascal | szesnastkowy | [znak]cyfry_hex | całkowitych                                         | $FF, -$1, $a8c2 |
| Perl | - dwójkowy - ósemkowy - szesnastkowy                                                                                            | - 0bcyfry_bin - 0cyfry_oct - 0xcyfry_hex                                                                              | całkowitych                                         | - 0b001001 - 06431 - 0x3AC |
| PL/I | dwójkowy | [znak]cyfry_binB | - stałopozycyjne (FIXED) - zmiennopozycyjne (FLOAT) | - 10011.101B, -0011101B, - 1.001E+6B |
| PL/M | - dwójkowy - ósemkowy - szesnastkowy                                                                                            | - [znak]cyfry_binB - [znak]cyfry_oct<O lub Q> - [znak]cyfry_hexH                                                      | całkowitych                                         | - 0101B, 1111B, -1101B - 16Q, -16O - 0FFH, 2H, -5AH |
| Visual Basic (Visual Studio 2008) | - ósemkowy - szesnastkowy | - &Ocyfry_oct - &Hcyfry_hex                                                                                           | całkowitych                                         | - &O345 - &HFA |
| Oznaczenia: - cyfry_bin=0..1 - cyfry_oct=0..7 - cyfry_dec=0..9 - cyfry_hex=0..9, A..F - cyfry_sys=0..9, A..W - nawiasy kwadratowe []: część opcjonalna | | |                                                     | |